# (36530) 2000 QA83
2000 QA83 (asteroide 36530) é um asteroide da cintura principal. Possui uma excentricidade de 0.15050330 e uma inclinação de 5.59683º.
Este asteroide foi descoberto no dia 24 de agosto de 2000 por LINEAR em Socorro.